# Lola Utva
La UTVA (in cirillico Фабрика авиона Утва) è un'azienda aeronautica serba attiva nella produzione e manutenzione di velivoli civili e militari, i cui stabilimenti sono a Pančevo vicino a Belgrado. La società è stata fondata nel 1937 a Zemun e ha prodotto più di 900 aeromobili. Nel 1996 la società si è fusa con la fabbrica Lola di Železnik Lola per diventare Lola-Utva.
Durante l'intervento militare della NATO nel 1999, l'impianto è stato bombardato e parzialmente danneggiato.
Attualmente presso la base aerea di Batajnica è in fase di sperimentazione il G-4M Super Galeb. Si tratta essenzialmente di una nuova versione molto avanzata e fortemente armata del G-4 Super Galeb. Se la sperimentazione avrà successo, il G-4M potrebbe andare in produzione, in un prossimo futuro, con l'aiuto di una società estera. Il G-4 Super Galeb è stato il primo aereo realizzato almeno in parte da Lola Utva.

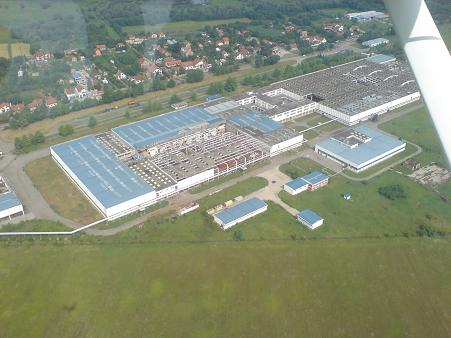
Gli stabilimenti UTVA

## Velivoli prodotti
- 212
- 213 Vihor
- Aero 3
- Trojka
- 56
- 60
  - 60-AT1
  - 60-AT2
  - 60-AG (versione aereo agricolo)
  - 60-AM (versione aeroambulanza)
  - 60H (versione idrovolante a scarponi)

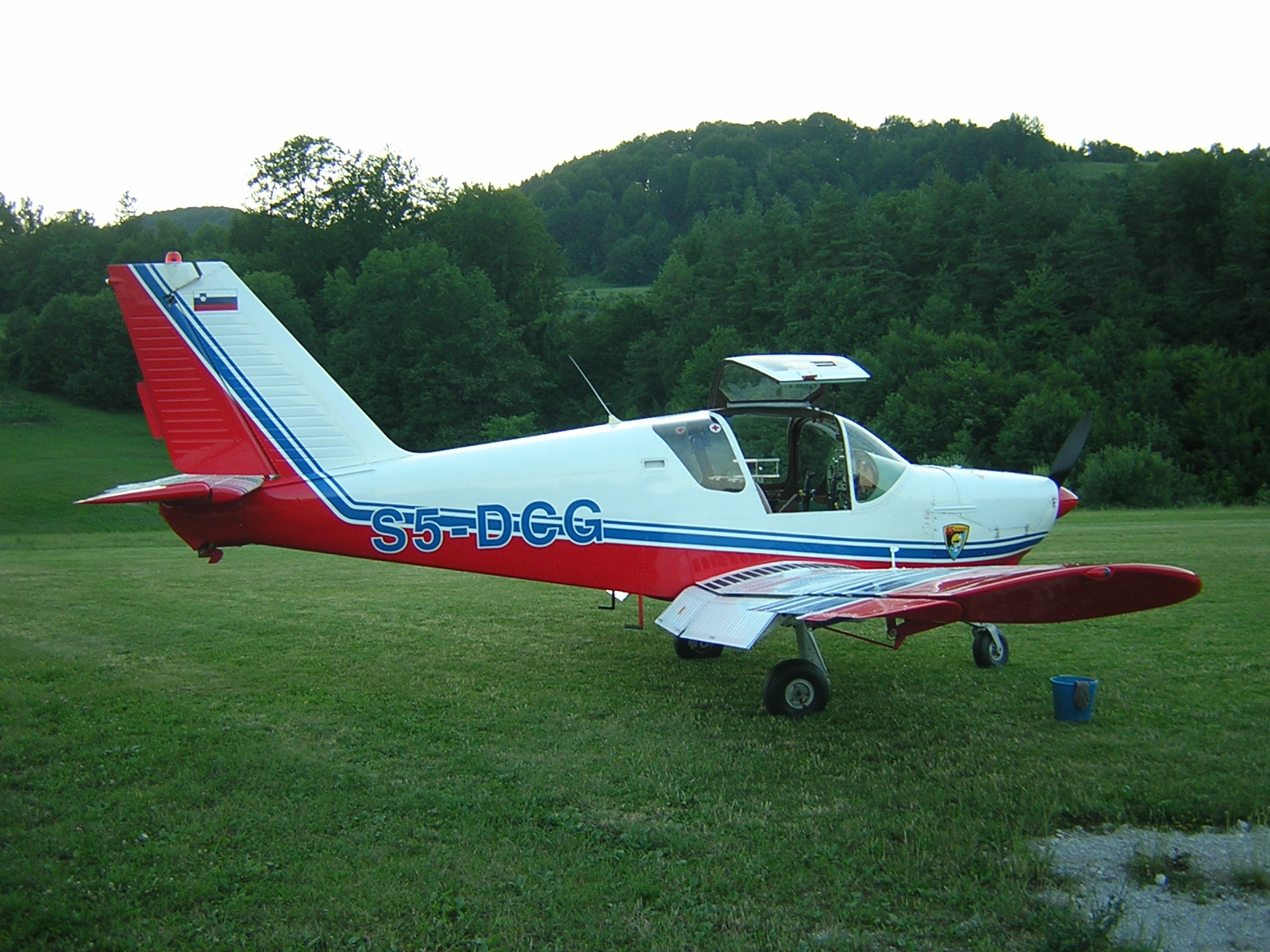
Utva-75
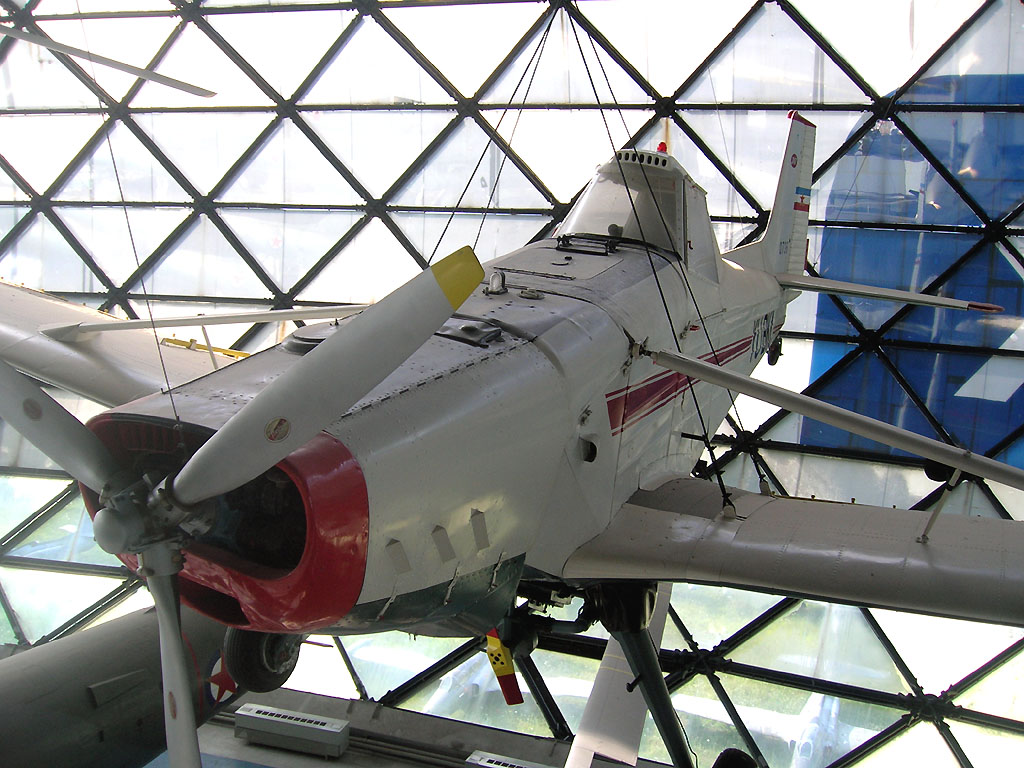
Utva-65
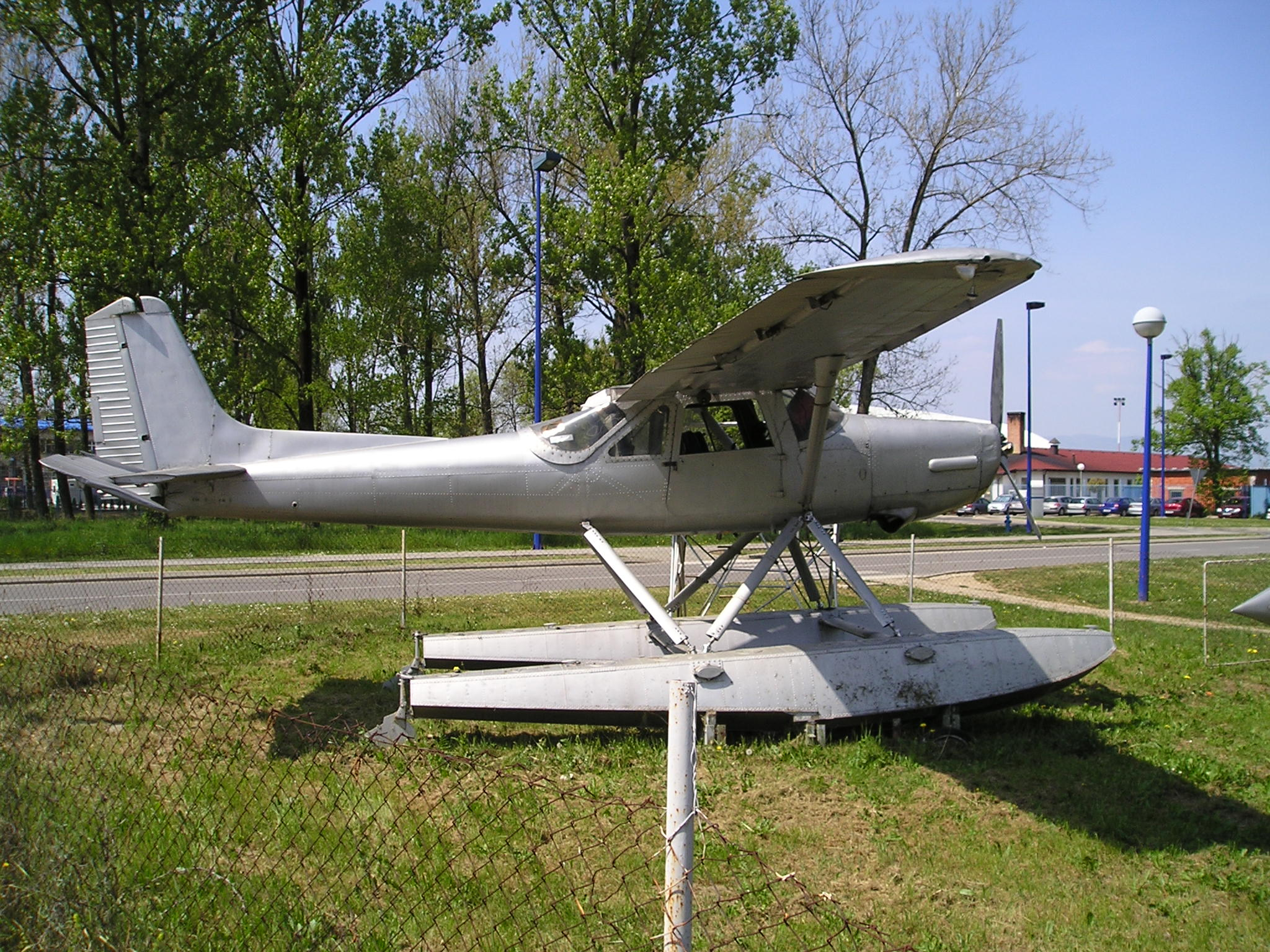
Utva-66H
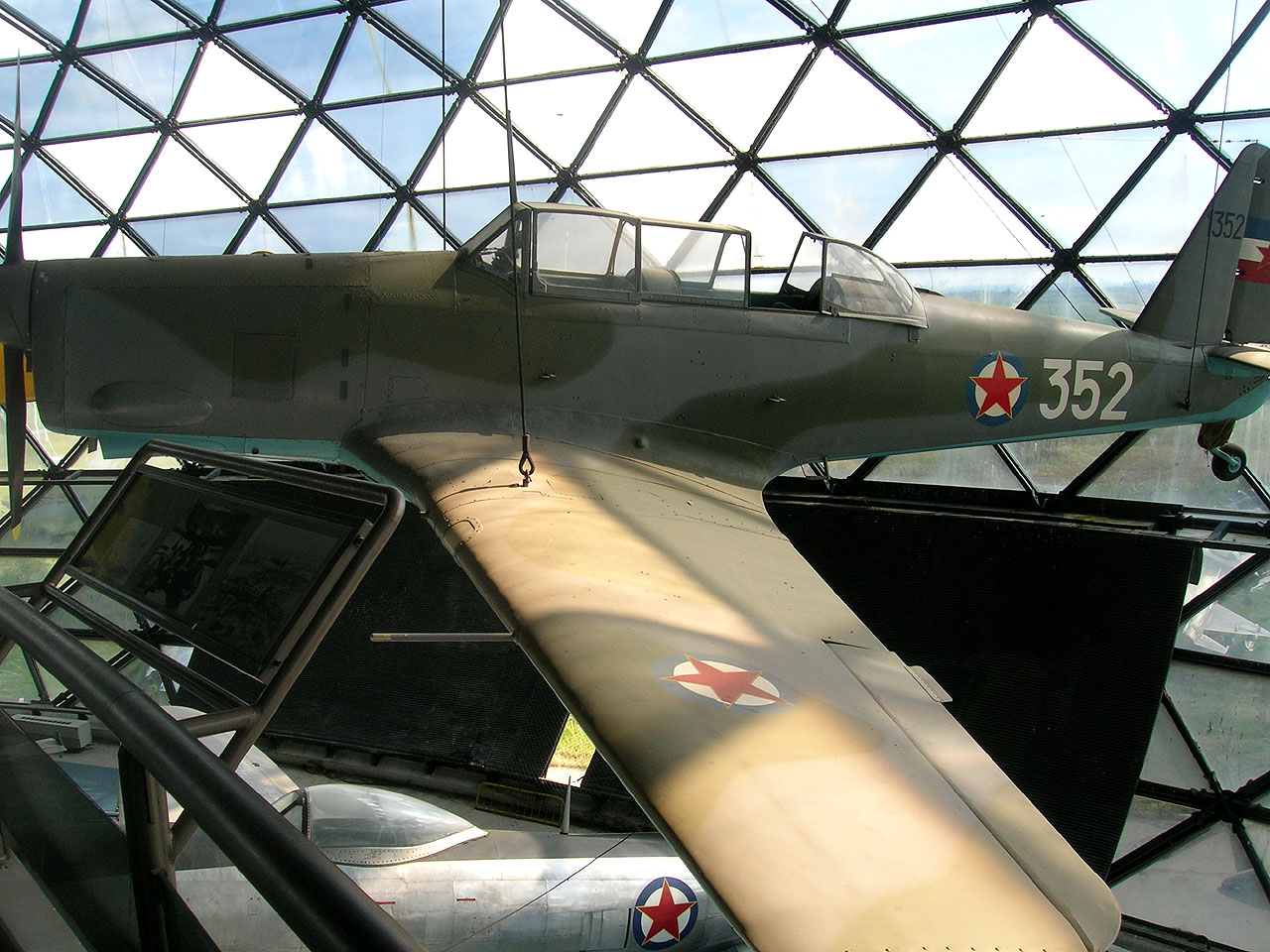
Utva-213

  - 60 V-51
- 65
  - 65 'Privrednik'
  - 65 'Privrednik'-IO
  - 65 'SuperPrivrednik'-350
- 66
  - 66-AM (aeroambulanza)
  - 66H
  - 66V
  - 66 Super STOL
- 75
  - 75A21
  - 75A41
  - 75AG11
  - 75 V-53
- Lasta
  - Lasta 95
- Utva 96
- Mini UAV Raven
- Medium UAV

- Utva-75
- Utva-65
- Utva-66H
- Utva-213